# Industrialização acelerada
A industrialização acelerada é o processo econômico-político reivindicado por economistas, intelectuais e lideranças soviéticas durante a década de 1920 como meio de transição ao socialismo pela via da industrialização rápida da economia nacional. Várias lideranças do Partido Comunista da União Soviética e da administração da economia nacional tinham posição contrária a continuidade da NEP, especialmente depois da Crise das Tesouras em 1923, e diagnosticavam que as causas das recorrentes crises residiam na preservação dos elementos, forças e características capitalistas na economia e o baixo desenvolvimento econômico que a URSS herdara do período czarista e da I Guerra Mundial.

## A industrialização acelerada como proposta da Oposição
Surge assim sucessivamente em 1923 a Oposição de Esquerda e em 1926 a Oposição Unificada dentro do Partido Comunista. O diagnóstico era que o gradual desenvolvimento econômico soviético da década de 1920 passava por uma forte necessidade de investimentos, cujos efeitos (por exemplo, geração de renda) se sentiriam antes do aumento da produção, o que explicaria nas cíclicas ondas inflacionárias durante a NEP, o que por sua vez, colocava em risco a Aliança Operário-Camponesa. Era preciso criar condições para que a economia soviética, que ainda estava na etapa primária do socialismo, pudesse se desenvolver sem essas ameaças a revolução.
Os problemas de inflação e do financiamento do investimento que a URSS vivenciara ao longo da década de 1920 seriam resolvidos pela industrialização, financiada pela transferência do excedente da agricultura e do pequeno comércio, desviando o capital acumulado no comércio e na agricultura, que acabaria no consumo da pequena-burguesia, para o investimento industrial. Somente através de uma industrialização acelerada efetuada pela acumulação socialista primitiva se garantiria que a “etapa primária do socialismo”, estágio pelo que se encontrava a URSS, no desenvolvimento da superestrutura e infra-estrutura na formação social da URSS se desse de forma harmônica.

## A teoria da acumulação socialista primitiva
A teoria da acumulação socialista primitiva, elaborada pelo economista e membro da Oposição de Esquerda, Preobrajenski, partia do princípio de que o processo de financiamento do desenvolvimento da economia soviética seria impossível nos quadros de uma economia isolada (impossibilidade de acumular divisas estrangeiras), logo a indústria (setor socializado) por si só se via sem condições de “puxar” o processo de acumulação e financiamento. 
Assim, a acumulação socialista primitiva se faria nos marcos de trocas desiguais entre a agricultura e a indústria, entre o setor sobre-acumulado e dominado pela pequena-propriedade capitalista e o setor subdesenvolvido e dominado pela propriedade estatal. Esse processo seria viabilizado pelo planejamento central (que ditaria preços, impostos diferenciados e orçamento para projetos estatais) e pela própria ampliação do parque industrial da economia.

## A crítica a via stalinista
A consequência lógica da teoria da acumulação socialista primitiva, ao defender a industrialização acelerada e o planejamento central, é que seria evitável qualquer hipótese de coletivização forçada, que consiste numa acumulação de capitais pela apropriação não-econômica de recursos dos camponeses e dos pequenos comerciantes, obtidos pelas expropriações das suas propriedades e bens, como acabou empreendendo o stalinismo no fim do ano de 1929, quando reverteu sua política anterior.
O I Plano Quinquenal fez com que na URSS empresas comerciais e industriais fosse estatizados independentemente do seu tamanho, e se iniciasse grandes empreendimentos de infra-estrutura (transportes, geração de energia, minas, etc) e de bens de capital (maquinas, ferramentas, etc). Os capitais para os empreendimentos foram obtidos pela expropriação de milhões de camponeses e pequenos comerciantes e das reservas internacionais obtidas pelas exportação dos alimentos confiscados. A consequência foi uma desorganização da economia nacional muito brusca e desordenada, tanto na cidade como no campo, tanto na distribuição como na produção.
Preobrajenski criticou essa "via stalinista" para a industrialização soviética pautada pela coletivização forçada em um artigo de 1931. O artigo submetido ao jornal Problemy ekonomiki, porém não-publicado, "Sobre a metodologia da elaboração do Plano Geral e o segundo plano quinquenal" (O metodologii sostavleniia genplana i vtoroi piatiletki) ataca a via de industrialização dirigida pelo regime stalinista, criticando o primeiro Plano Quinquenal e propondo viradas nas políticas econômicas quando da implantação do segundo.

## A industrialização soviética como modelo de desenvolvimento
Esse processo de desenvolvimento econômico pautado pela industrialização acelerada da economia nacional especialmente após a versão stalinista ter sido posto em prática, convencionou-se chamar posteriormente no Ocidente de “modelo soviético de desenvolvimento”.